# Quinsam Indian Reserve 12
Quinsam Indian Reserve 12 är ett reservat i Kanada.   Det ligger i provinsen British Columbia, i den sydvästra delen av landet, 3 700 km väster om huvudstaden Ottawa.
I omgivningarna runt Quinsam Indian Reserve 12 växer i huvudsak blandskog. Runt Quinsam Indian Reserve 12 är det ganska tätbefolkat, med 192 invånare per kvadratkilometer.